# Anthrenus flavipes

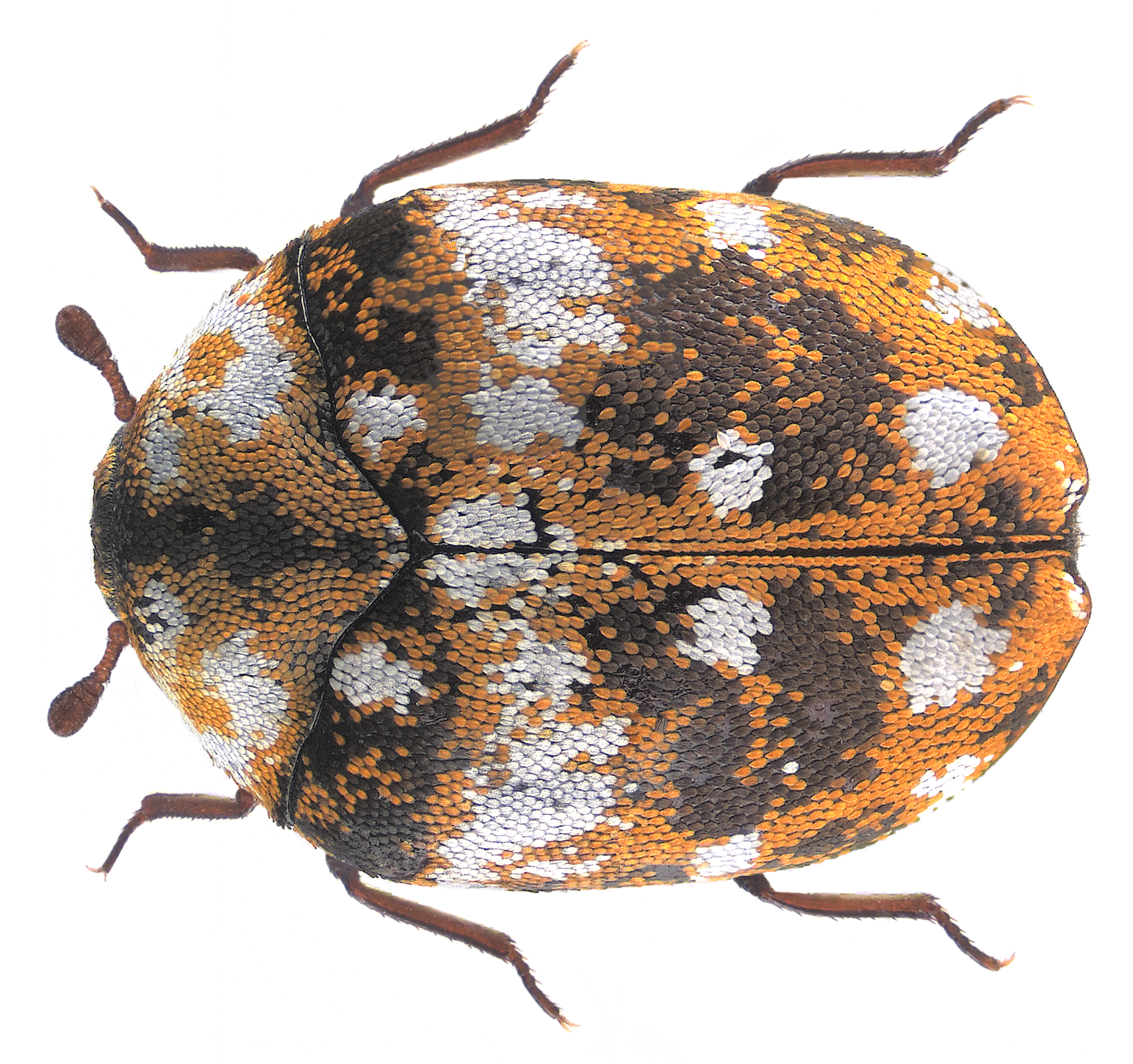
Anthrenus flavipes ssp. flavipes

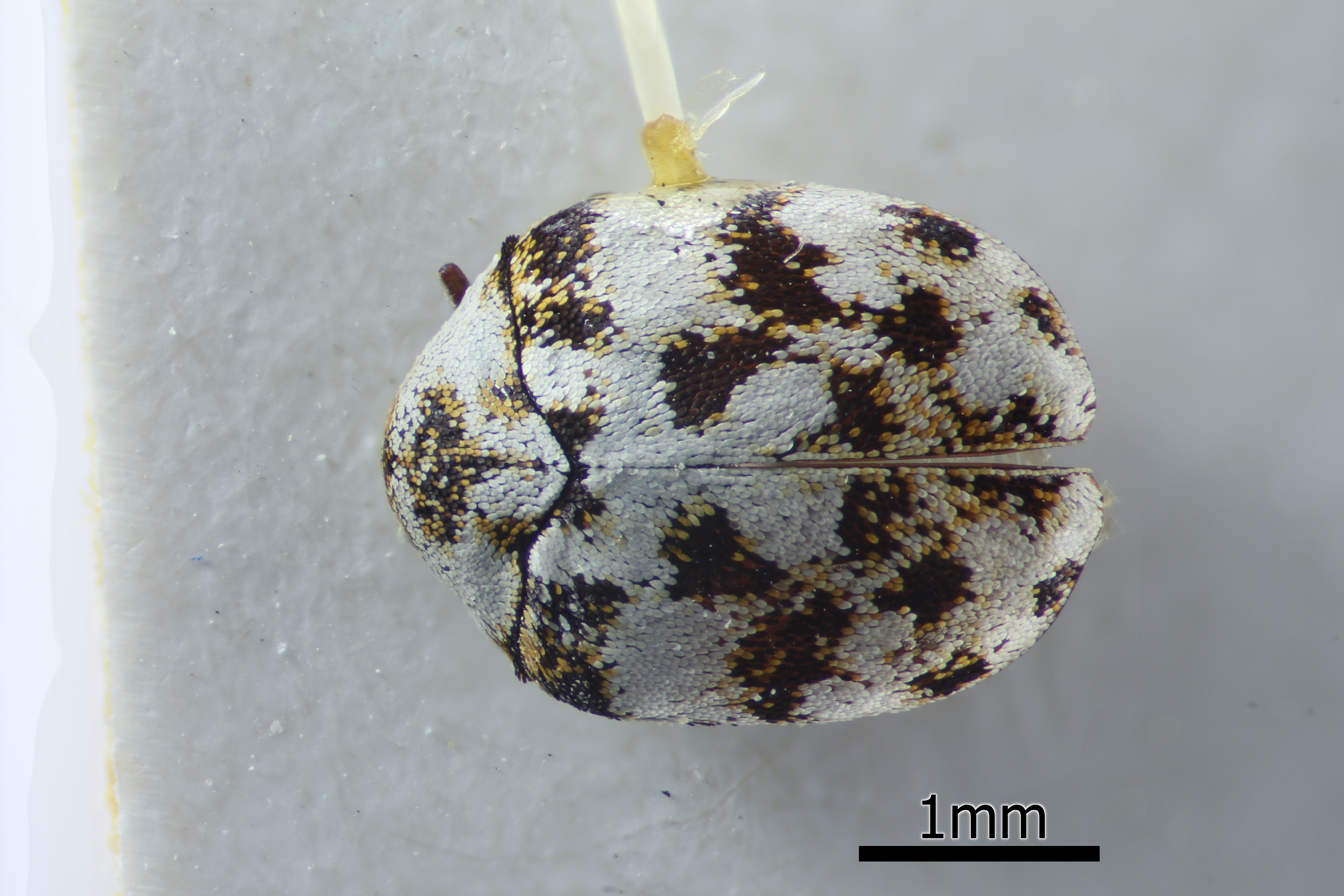
Anthrenus flavipes var. seminiveus

Anthrenus flavipes — вид жуков из семейства кожеедов, известный под названием мебельный кожеед. Имеет космополитическое распространение и встречается по всему миру, наиболее активен в тёплом климате. Является вредителем, повреждающим домашние материалы, такие как текстиль.

## Описание
Жук длиной от 2 до 3,5 мм, округлой формы. Окрашен в чёрный цвет с вариативными узорами из белых и жёлтых пятен. Ноги покрыты жёлтыми чешуйками. Внешне похож на других кожеедов, но его мелкие чешуйки тела округлые или овальные, в отличие от более узких и вытянутых у других видов. Каждое усико заканчивается булавой.
Самка жука откладывает до 100 белых яиц за свою жизнь, которая длится от 30 до 60 дней. Яйца видны невооружённым глазом, но их длина менее 1 мм. Личинки появляются через 1-3 недели. Личинка овальной или «моркововидной» формы, достигает около 5 мм в длину на последней стадии. Её цвет варьируется в зависимости от рациона, а тело покрыто длинными коричневыми волосками. Личинку этого вида можно отличить от личинки обыкновенного кожееда (Anthrenus scrophulariae) по наличию пучка волосков на заднем конце, который постоянно вибрирует. Этот пучок, расположенный над анусом, называется супраанальным органом. Он присутствует на всех стадиях развития личинки, и количество волосков в нём различается в зависимости от возраста. Вибрация органа является адаптацией против хищников, таких как ложноскорпионы (Chelifer sp.) и паразитоидные осы Laelius pedatus.
После прохождения от 6 до 30 возрастов в течение 2-3 месяцев личинка окукливается на 2-3 недели.

## Биология

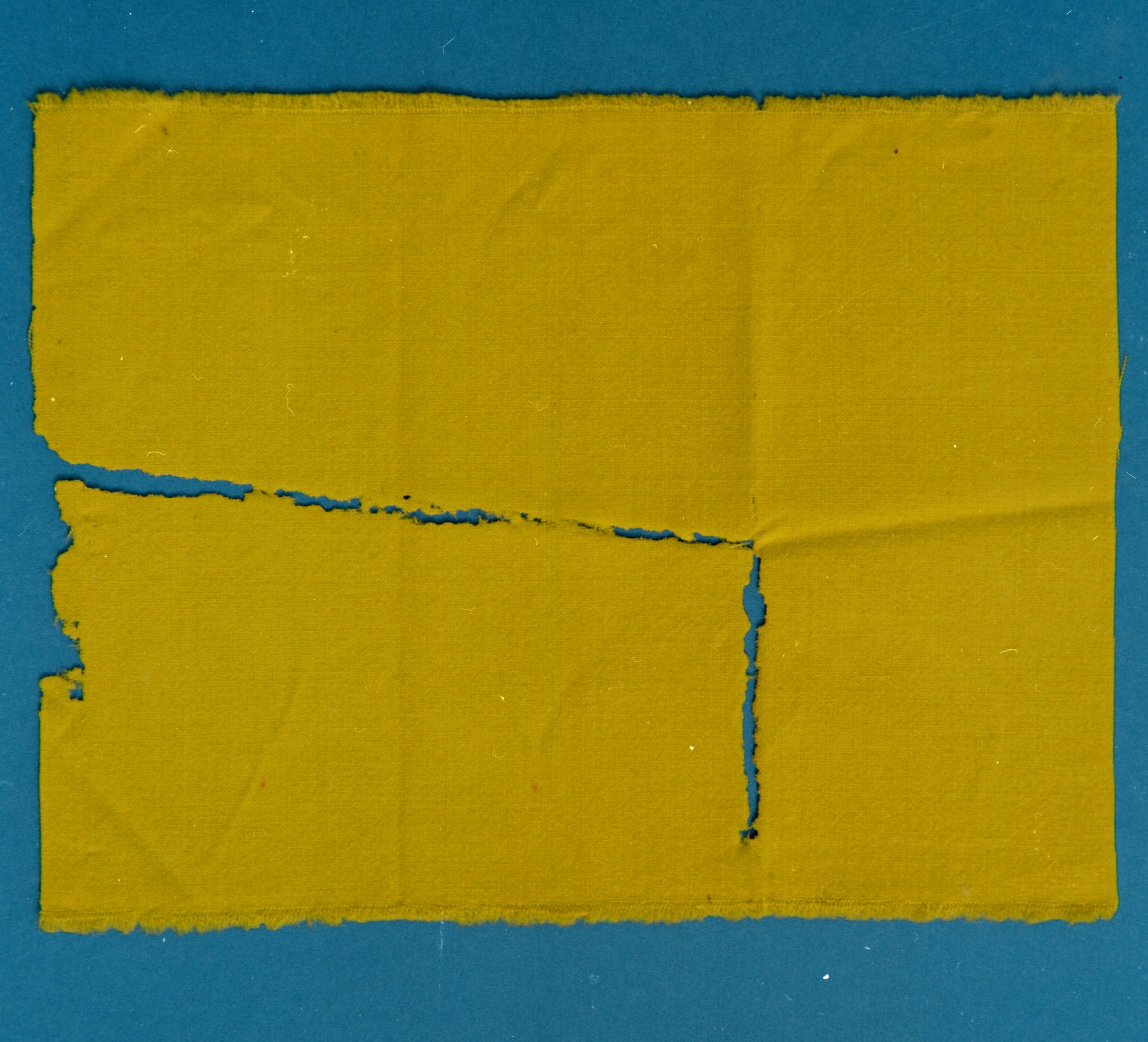
Повреждение ткани

### Размножение
Поведение при спаривании включает «характерную стойку на голове», которую принимает самка при выделении полового феромона, идентифицированного как (Z)-3-деценовая кислота.

### Питание и вред
Этот жук чаще встречается в тёплых регионах, но может обитать в отапливаемых зданиях в более холодных районах. Взрослый жук питается пыльцой и нектаром, часто с растений семейства зонтичных. Личинка является основной причиной вреда, наносимого этим видом. Она способна переваривать кератин, и её рацион включает различные животные ткани и изделия из них. Личинка питается волосами, мехом, рогами, шёлком, шерстью, щетиной, перьями, кожей, костями и панцирем черепахи. В природе кожееды живут и питаются в гнёздах птиц, грызунов, насекомых и пауков. Этот вид также охотно атакует растительные и синтетические материалы, если они содержат животные волокна или загрязнены кровью, фекалиями или животными маслами. Он наносит значительный ущерб обитой мебелью, коврам и тканям из хлопка, льна, вискозы и джута.
Также является вредителем музеев и коллекций, повреждая биологические образцы, такие как засушенные насекомые и чучела. В библиотеках и архивах он потребляет материалы на основе кожи, такие как переплёты книг и пергамент.
Личинка также питается плесенью, сухим сыром и казеином, может повреждать древесину и картон.

## Меры борьбы
Заражение в доме можно определить по наличию личинок, их сброшенных кутикул и повреждений. Взрослые жуки появляются в тёплое время года. Для борьбы рекомендуется пылесосить мебель и другие предметы, чтобы удалить волосы и волокна. Некоторые предметы требуют химчистки или паровой обработки. Материалы следует содержать в чистоте, избегая загрязнения животными маслами. Меховые изделия можно хранить в холодильных камерах, а музейные образцы — замораживать. В некоторых случаях применяют инсектициды, такие как диатомит или кремнезёмный аэрогель, в виде порошка, спрея или эмульсии. При сильном заражении используется фумигация. Отмечено, что нафталиновые шарики неэффективны.